# Mileewa antinous
Mileewa antinous är en insektsart som beskrevs av Rauno E. Linnavuori 1979. Mileewa antinous ingår i släktet Mileewa och familjen dvärgstritar. Inga underarter finns listade i Catalogue of Life.